# Fischl Mónika
Fischl Mónika (Budapest, 1971. július 14. –) Liszt Ferenc-díjas magyar színésznő, énekesnő, primadonna.

## Életpályája
1971-ben született. Tanulmányait a Balettiskolában kezdte, később a Balett Intézetben tanult. A Bartók Béla Konzervatóriumban kezdett énekelni tanulni. 5 évig a Pa-dö-dő együttes vokalistája volt. 1997-ben végzett a Liszt Ferenc Zeneművészeti Főiskola, magánének szakán. Első szerepe a Szegedi Nemzeti Színházban, Norina volt (Verdi: Don Pasquale című operájában), Gregor József partnereként. Első operett címszerepét, Violettát, (Kálmán Imre: A montmare-i ibolya) már Budapesten játszotta. 1997-től a Budapesti Operettszínház művésznője. Primadonnaként az operettirodalom számos főszerepét énekelte. Leggyakrabban a Csárdáskirálynő Szilviájaként lépett színpadra, többek között a bécsi Renaissance Theaterben és Mörbisch-ben, Európa legnagyobb szabadtéri operett fesztiválján is. A német ZDF televízió 2005-ben, majd 2009-ben a Magyar Televízió is filmet készített a Csárdáskirálynő előadásról, amelyben a címszerepet énekelte. Ezért a szerepért 2009-ben Artisjus-díjat kapott. Operett szerepei mellett, operaénekesnőként, énekelte az Magyar Állami Operaházban: Gildát (Verdi: Rigoletto), Frasquitát (Bizet: Carmen), Genovában: Violettát (Verdi: Traviata) és Németországban egy turnén az Éj királynőjét, Mozart: Varázsfuvolájában.
Fellépett Londonban, Baden-Badenben, Frankfurtban, Münchenben, Amszterdamban, Rómában, Moszkvában és Szentpéterváron, koncertezett Japánban, Dél-Kelet Ázsiában, Izraelben, Németországban, Ausztriában, Kanadában, az Amerikai Egyesült Államokban és Dubajban is. Nyaranta, rendszeres fellépője a Budavári Palotakoncerteknek, amelyet: Vadász Dániel és Nacsa Olivér, 2013-ban hozott létre, a Budavári Palota Oroszlános udvarában.

### Magánélete
Férjétől, Vadász Dániel színésztől elvált, közös gyermekük Laura.

## Fontosabb színházi szerepei
- Wolfgang Amadeus Mozart: A varázsfuvola... Az Éj királynője
- Giuseppe Verdi: Taviata... Violetta
- Gaetano Donizetti: Don Pasquale... Norina
- Giacomo Puccini: Gianni Schicchi... Nella
- Georges Bizet: Carmen... Frasquita
- Jacques Offenbach: Párizsi élet... Gabrielle, Frick kedvese
- Johann Strauss: A cigánybáró... Arzéna, Zsupán lánya
- Johann Strauss – Zöldi Gergely: Dr. Bőregér... Adél
- Johann Strauss: A denevér... Rosalinda
- Johann Strauss: Egy éj Velencében – avagy a golyók háborúja... Annina, halászlány
- Leo Fall: Madame Pompadour... Madame Pompadour
- Kálmán Imre: A montmartre-i ibolya... Violetta
- Kálmán Imre: Cirkuszhercegnő... Fedora
- Kálmán Imre: A csárdáskirálynő... Szilvia
- Kálmán Imre: Marica grófnő... Marica
- Kálmán Imre: A bajadér... Odette Darimonde
- Kálmán Imre: Chicagói hercegnő... Mary
- Ábrahám Pál: Viktória... Viktória
- Jacobi Viktor: Sybill... Sybill
- Fényes Szabolcs: Maya... Maya
- Lehár Ferenc: A mosoly országa... Liza
- Lehár Ferenc: A víg özvegy... Glavari Hanna
- Lehár Ferenc: Luxemburg grófja... Angéle Didier
- Lehár Ferenc: Cigányszerelem... Zórika
- Huszka Jenő: Mária főhadnagy... Lebstück Mária / Farkasházy Antónia
- Huszka Jenő: Szabadság, szerelem
- Szirmai Albert – Bakonyi Károly – Gábor Andor: Mágnás Miska... Rolla
- Zerkovitz Béla: Csókos asszony... Pünkösdi Kató
- Kacsóh Pongrác: János vitéz... Francia királykisasszony

## Filmek, tv
- Broadway Szilveszter
- Kálmán Imre: Csárdáskirálynő (2009)
- Lehár Ferenc: Luxemburg grófja (2019)
- Budavári Palotakoncert

## Díjai, elismerései
- Artisjus-díj (2009)
- Az Évad Operett Színésze (2012)
- Az Évad Színésze díj (2016)
- Honthy-díj, Évad színésznője a Maya című előadásért (2019)
- Liszt Ferenc-díj (2022)[9]